# Кукарский, Иван Кузьмич
Ива́н Кузьми́ч Кука́рский (7 января 1917, село Нижняя Тавда, Тюменский уезд, Тобольская губерния — 1989, Москва) — заместитель прокурора РСФСР.

## Биография
Родился в крестьянской семье. В 1941 году окончил Свердловский юридический институт, в 1942 году — Военно-юридическую академию.
Работал в прокуратуре Вологодской области: прокурор отдела уголовно-судебного надзора, затем начальник отдела по надзору за местами заключения, начальник отдела общего надзора; с 1950 года — заместитель прокурора области.
В 1954—1957 годы — прокурор Балашовской области, в 1959—1960 годы — прокурор Брянской области. В ночь с 25 на 26 апреля 1959 года возбудил уголовное дело об обрушении кинотеатра «Октябрь», приведшем к многочисленным жертвам; следствием были вскрыты факты грубейших нарушений проекта и использования малопригодных материалов при строительстве кинотеатра.
В 1960—1966 годы — заместитель прокурора РСФСР. В последующем работал в Совете министров РСФСР.

## Избранные труды
- Кукарский И. К. Развитие советской адвокатуры, её деятельность и задачи на современном этапе // Советская адвокатура. Задачи и деятельность / Отв. ред. А. А. Круглов. — М.: Юридическая литература, 1968. — С. 6-27.

## Награды
- медаль «За доблестный труд в Великой Отечественной войне 1941—1945 гг.»
- медаль «За победу над Германией в Великой Отечественной войне 1941—1945 гг.»